# Langelurillus
Langelurillus  (лат.) — род аранеоморфных пауков из подсемейства Aelurillinae в семействе пауков-скакунов (Salticidae). Девять описанных в роде видов распространены в странах Центральной Африки.

## Виды
- Langelurillus alboguttatus Wesolowska & Russell-Smith, 2000 — Танзания
- Langelurillus difficilis Wesolowska & Russell-Smith, 2000 — Танзания
- Langelurillus furcatus Wesolowska & Russell-Smith, 2000 — Танзания
- Langelurillus holmi Próchniewicz, 1994 — Кения
- Langelurillus horrifer Rollard & Wesolowska, 2002 — Гвинея
- Langelurillus manifestus Wesolowska & Russell-Smith, 2000 — Танзания
- Langelurillus nigritus (Berland & Millot, 1941) — Гвинея, Кот-д’Ивуар
- Langelurillus primus Próchniewicz, 1994 — Кения typus
- Langelurillus spinosus Próchniewicz, 1994 — Кения